# Wilson Kiprop
Wilson Kiprop (ur. 14 kwietnia 1987) – kenijski lekkoatleta specjalizujący się w biegach długich.
W 2010 roku wygrał mistrzostwa Afryki w biegu na 10 000 metrów oraz zdobył dwa złote medale (indywidualnie i drużynowo) podczas rozegranych w Chinach mistrzostw świata w półmaratonie. Medalista mistrzostw Kenii. Startował na igrzyskach olimpijskich w Londynie (2012).
Rekordy życiowe: bieg na 10 000 metrów – 27:01,98 (1 czerwca 2012, Eugene); półmaraton – 59:15 (1 kwietnia 2012, Berlin).

## Osiągnięcia
| Rok  | Impreza                           | Miejsce   | Konkurencja      | Lokata     | Wynik    |
| ---- | --------------------------------- | --------- | ---------------- | ---------- | -------- |
| 2010 | Mistrzostwa Afryki                | Nairobi   | bieg na 10 000 m | 1. miejsce | 27:32,91 |
| 2010 | Mistrzostwa świata w półmaratonie | Nanning   | indywidualnie    | 1. miejsce | 1:00:07  |
| 2010 | Mistrzostwa świata w półmaratonie | Nanning   | drużynowo        | 1. miejsce |          |
| 2012 | Igrzyska olimpijskie              | Londyn    | bieg na 10 000 m | –          | DNF      |
| 2014 | Mistrzostwa świata w półmaratonie | Kopenhaga | indywidualnie    | 6. miejsce | 60:01    |
| 2014 | Mistrzostwa świata w półmaratonie | Kopenhaga | drużynowo        | 2. miejsce |          |